# Rudgea gardenioides
Rudgea gardenioides är en måreväxtart som först beskrevs av Adelbert von Chamisso, och fick sitt nu gällande namn av Johannes Müller Argoviensis. Rudgea gardenioides ingår i släktet Rudgea och familjen måreväxter. Inga underarter finns listade i Catalogue of Life.